# Karate-Europameisterschaften 1991
Die 26. Karate-Europameisterschaften fanden vom 2. bis zum 4. Mai 1991 in der Stadionsporthalle in Hannover statt.
Die einzige Goldmedaille für Deutschland sicherte sich Simone Schreiner aus Ludwigshafen in der Disziplin Kata Einzel Damen. Zwei weitere Bronzemedaillen im Kumite erreichten Jürgen Möldner (–80 kg) und Ralf Brachmann (+80 kg), sowie das Kata-Team der Herren mit Jürgen Fritzsche, Siegfried Hartl und Dirk Schauenberg.

## Ergebnisliste

### Medaillen Herren

#### Einzel
| Event         | Gold                     | Silber                         | Bronze                                                     |
| ------------- | ------------------------ | ------------------------------ | ---------------------------------------------------------- |
| Kata          | Spanien Luis Maria Sanz  | Schottland Steven Morris       | Italien Pasquale Acri                                      |
| Kumite -60 kg | Spanien Juan Gomez       | Schweiz Dominique Sigillo      | Niederlande Chang Spanien David Luque Camacho              |
| Kumite -65 kg | England Tim Stephens     | Norwegen Stein Rønning         | Schottland Scott Cunningham Türkei Bahattin Kandaz         |
| Kumite -70 kg | Türkei Haldun Alagas     | Schottland Laughland Wylie     | Italien Abbati Degli Niederlande Ronny Rivano              |
| Kumite -75 kg | Spanien Fernando Blanco  | Schweiz Djim Doula             | Schweden Spanien                                           |
| Kumite -80 kg | England Mervyn Etienne   | Schweden Thomas Hallman        | Frankreich Gilles Cherdieu Deutschland Jürgen Möldner      |
| Kumite +80 kg | Schottland John Roddie   | Spanien Fernando Luis Garcia   | Deutschland Ralf Brachmann Schweden Sacha Petrovic-Düner   |
| Kumite Sanbon | England Wayne Otto       | Türkei Genzic                  | Italien Vincenzo Amicone Frankreich Jean Francois Gomis    |
| Ippon Kumite  | Niederlande Kemal Aktepe | Frankreich Giovanni Tramontini | Österreich Andreas Kleinekathöfer Spanien Jesús Juan Rubio |

#### Mannschaft
| Event  | Gold    | Silber     | Bronze                |
| ------ | ------- | ---------- | --------------------- |
| Kata   | Spanien | Frankreich | Deutschland           |
| Kumite | Spanien | England    | Frankreich Schottland |

### Medaillen Damen

#### Einzel
| Event         | Gold                          | Silber                     | Bronze                                           |
| ------------- | ----------------------------- | -------------------------- | ------------------------------------------------ |
| Kata          | Deutschland Simone Schreiner  | Spanien Ana San Narciso    | Spanien Maite San Narciso                        |
| Kumite -53 kg | Finnland Sari Laine           | Schottland Veronica Penman | Niederlande Ivonne Senff Türkei                  |
| Kumite -60 kg | Schottland Edith McCord       | England Janice Francis     | Nordmazedonien Tschechien                        |
| Kumite +60 kg | Frankreich Catherine Belrhiti | Norwegen Janne Iverson     | Türkei Österreich                                |
| Kumite Open   | Spanien                       | Bosnien und Herzegowina    | England Patricia Duggin Serbien Biljana Stojovic |

#### Mannschaft
| Event  | Gold       | Silber     | Bronze  |
| ------ | ---------- | ---------- | ------- |
| Kata   | Spanien    | Frankreich | Italien |
| Kumite | Frankreich |            |         |